# Escut de Bunyol
L'escut de Bunyol és un símbol representatiu oficial de Bunyol, municipi del País Valencià, a la comarca de la Foia de Bunyol. Té el següent blasonament:
| « | D'or, els quatre pals de gules. Timbrat amb corona comtal. | » |

## Història

Escut amb corona de marqués que utilitza actualment l'Ajuntament.

L'escut fou aprovat per Reial Decret 957/1978, de 14 d'abril de 1978.
Els quatre pals són les armes reials de la Corona d'Aragó. La corona comtal recorda la senyoria dels Comtes de Bunyol.
L'Ajuntament utilitza un escut diferent, amb corona de marqués, en les seues comunicacions.
Al llarg del temps Bunyol ha utilitzat diferents versions del seu escut municipal, en les quals canviava el timbre i la forma (boca) de l'escut, però es mantenien els quatre pals. Així podem trobar l'escut losanjat (amb forma de rombe) (1914), apuntat amb corona reial (1951) (1968) (1987) (escuts de les societats musicals), amb corona comtal (1975) (tapís de l'Auditori de Sant Lluís) o amb corona mural (1983).

Escut en losange (1914)
Escut amb corona reial (1951, 1968, 1987)
Escut amb corona mural (1983)